# Первая леди Таджикистана
Первая леди Таджикистана (тадж. Бонуи аввали Тоҷикистон) — неофициальный титул супруги президента Таджикистана, основан в 1991 году. Ныне на должности Азизмо Асадуллоева (с 1992).

## Список первых леди Таджикистана
| № | Портрет | Имя (годы жизни)               | Период с        | До              | Президент (годы жизни)                 |
| - | ------- | ------------------------------ | --------------- | --------------- | -------------------------------------- |
| 1 |         | Гавхар Махкамова (1934—2013)   | 30 ноября 1990  | 31 августа 1991 | Махкамов, Кахар Махкамович (1932—2016) |
| 2 |         | Майрам Набиева (1937—2017)     | 24 ноября 1991  | 7 сентября 1992 | Набиев, Рахмон Набиевич (1930—1993)    |
| 3 |         | Азизмо Асадуллоева (род. 1954) | 7 сентября 1992 | н. в.           | Рахмон, Эмомали (род. 1952)            |

### Титул
Титул первой леди Таджикистана появилась еще при ТаджССР после избрания президентом союзной республики Кахара Махкамова. Его жена де-факто стала первой леди в стране. Хотя до сих пор нет официального титула с таким названием. Такой же случай был в истории США, когда все первые леди от Дж. Вашингтона до Дж. Бьюкенена носили номинальный характер.
В 1991 году, после отстранения от власти Махкамова, его супруга также покинула свой номинальный пост. С этого момента первой леди стала Майрам Набиева, которая сохраняла этот статус вплоть до отстранения своего мужа от власти в 1992 году. 
С этого момента первой леди страны является Азизмо Асадуллоева, жена Эмомали Рахмона. Заняла 3 место в ТОП-40 женщин-лидеров Центральной Азии. 
Азизмо ведет непубличный образ жизни. Детали её биографии неизвестны. 
У Эмомали Рахмона с супругой девять детей.